# Ареццо
Ареццо (італ. Arezzo) — місто та муніципалітет в Італії, у регіоні Тоскана, столиця провінції Ареццо.
Ареццо знаходиться на річці Арно, на відстані близько 185 км на північ від Рима, 65 км на південний схід від Флоренції.
Населення — 99 434 особи (2014).
Щорічний фестиваль відбувається 7 серпня. Покровитель — San Donato.
Розвинені текстильна, металообробна промисловість, виноробство.

## Культура
Численні пам'ятки мистецтва XIII–XVI століть. Тут в 1215 році був заснований один з найдавніших університетів Європи. Ареццо — батьківщина Ф. Петрарки — поета епохи Відродження.

## Демографія
Населення за роками:

Станом на 1 січня 2023 року в муніципалітеті офіційно проживало 11 447 іноземців з 110 країн, серед них 4210 громадян країн Євросоюзу та 126 громадян України.

## Уродженці
- Амедео Карбоні (*1965) — відомий у минулому італійський футболіст, захисник, згодом — спортивний функціонер.

## Сусідні муніципалітети
| - Анг'ярі - Каполона - Кастільйон-Фібоккі - Кастільйон-Фіорентіно - Читта-ді-Кастелло - Чивітелла-ін-Валь-ді-К'яна - Кортона | - Латерина - Марчіано-делла-К'яна - Монте-Сан-Савіно - Монте-Санта-Марія-Тіберина - Монтеркі - Субб'яно |

## Галерея

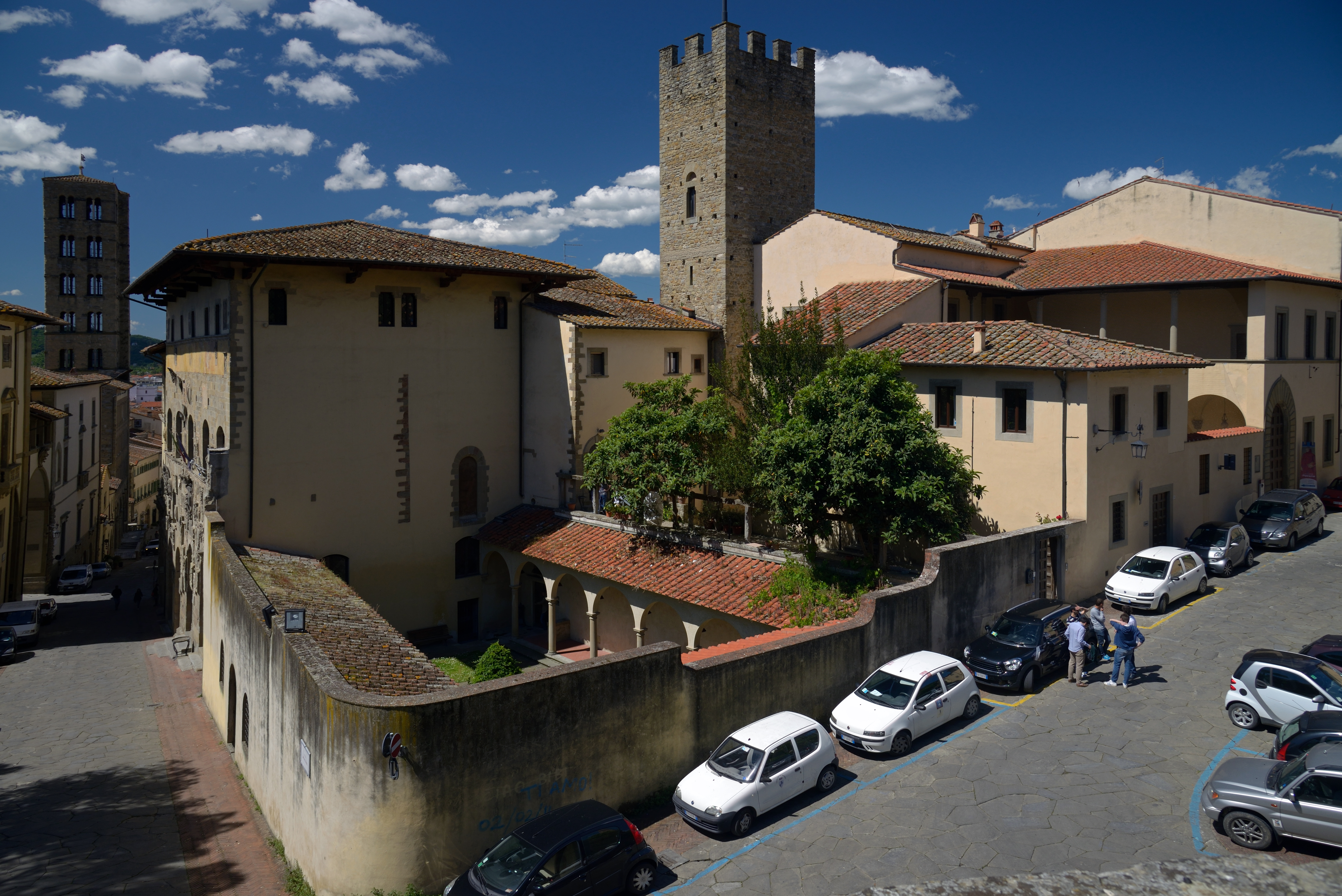
Будинок Петрарки (праворуч) і Палаццо Преторио (зліва)
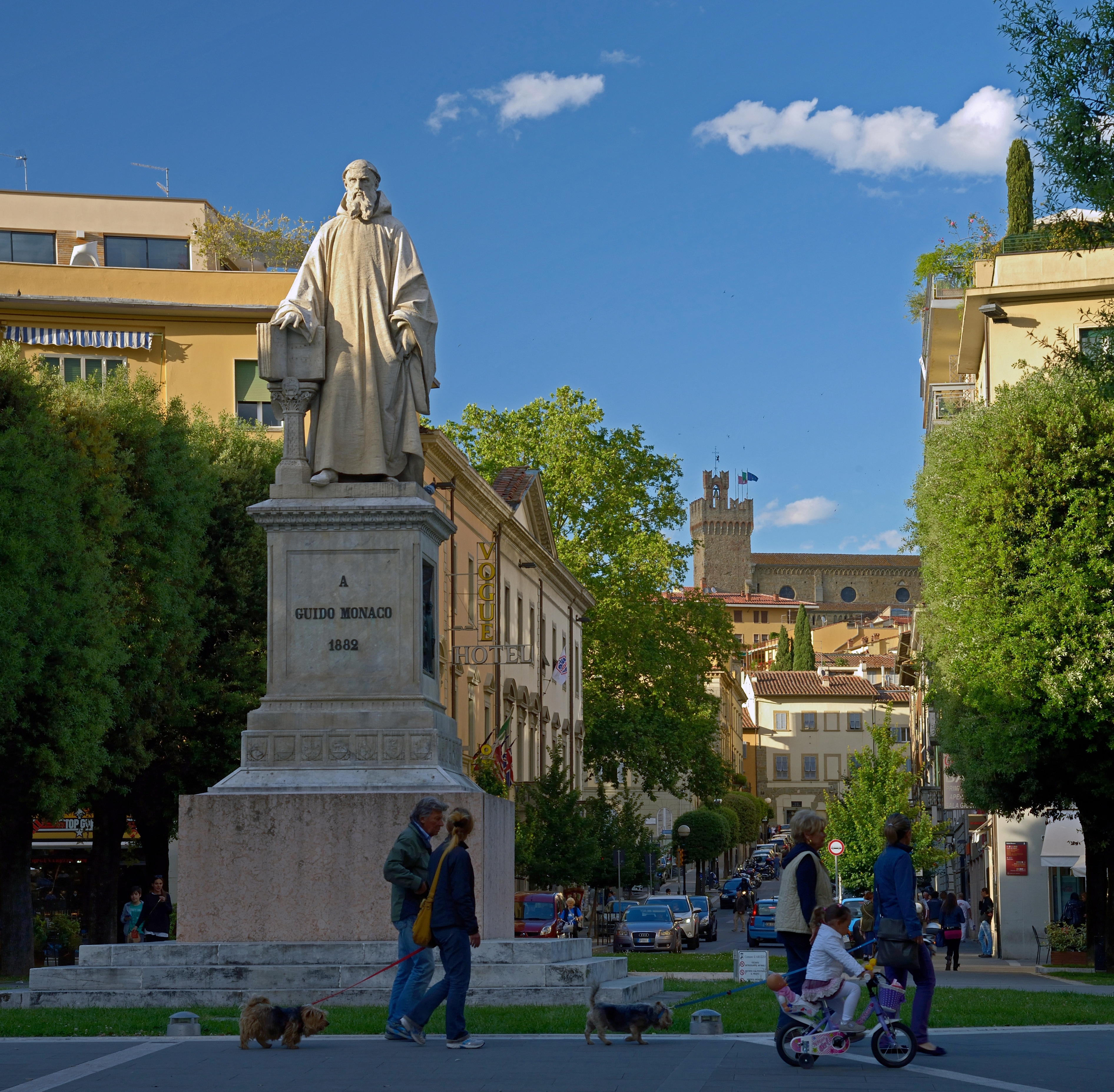
Пам'ятник Гвідо д'Ареццо
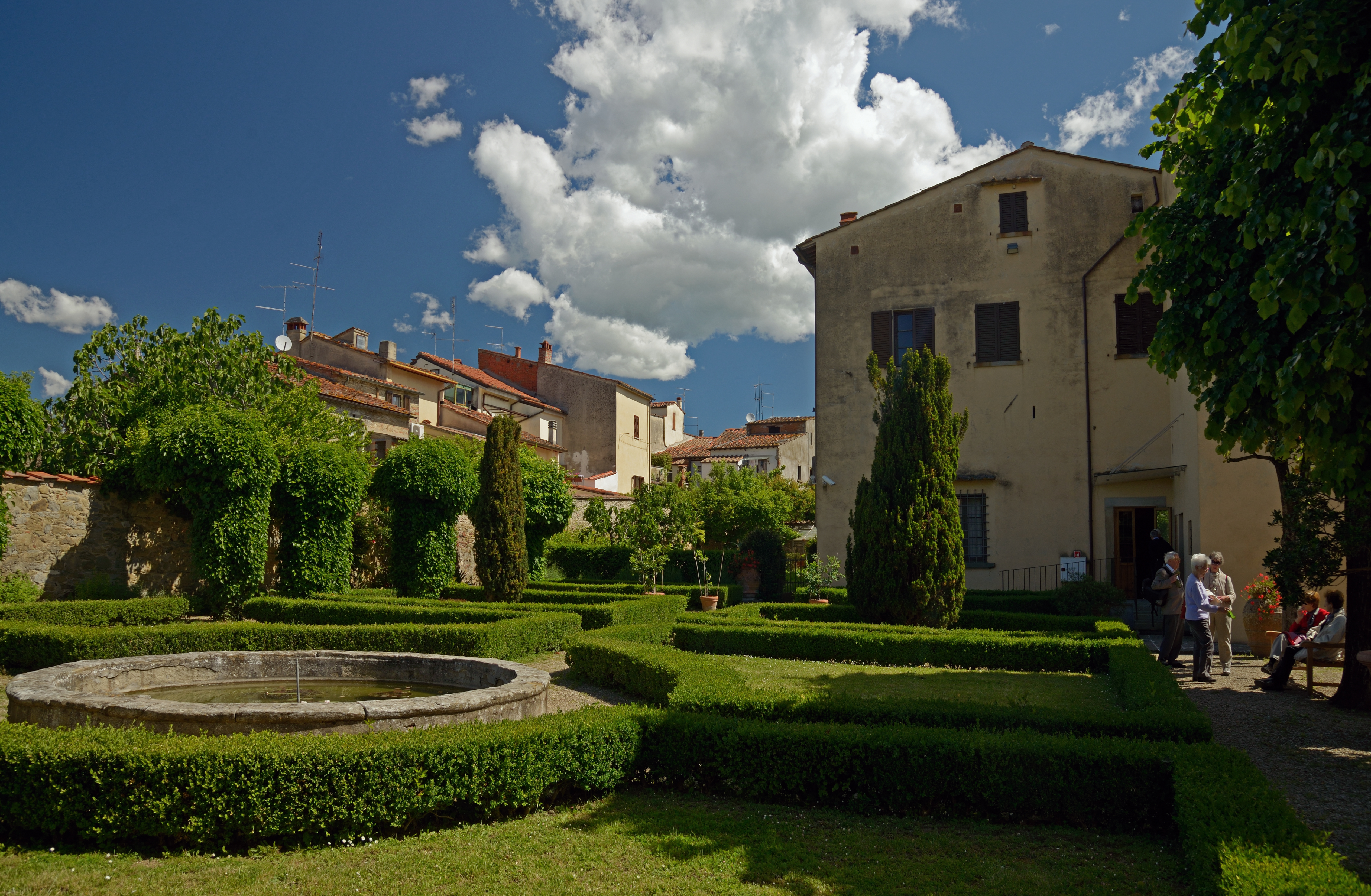
Будинок Джорджо Вазарі (Ареццо)
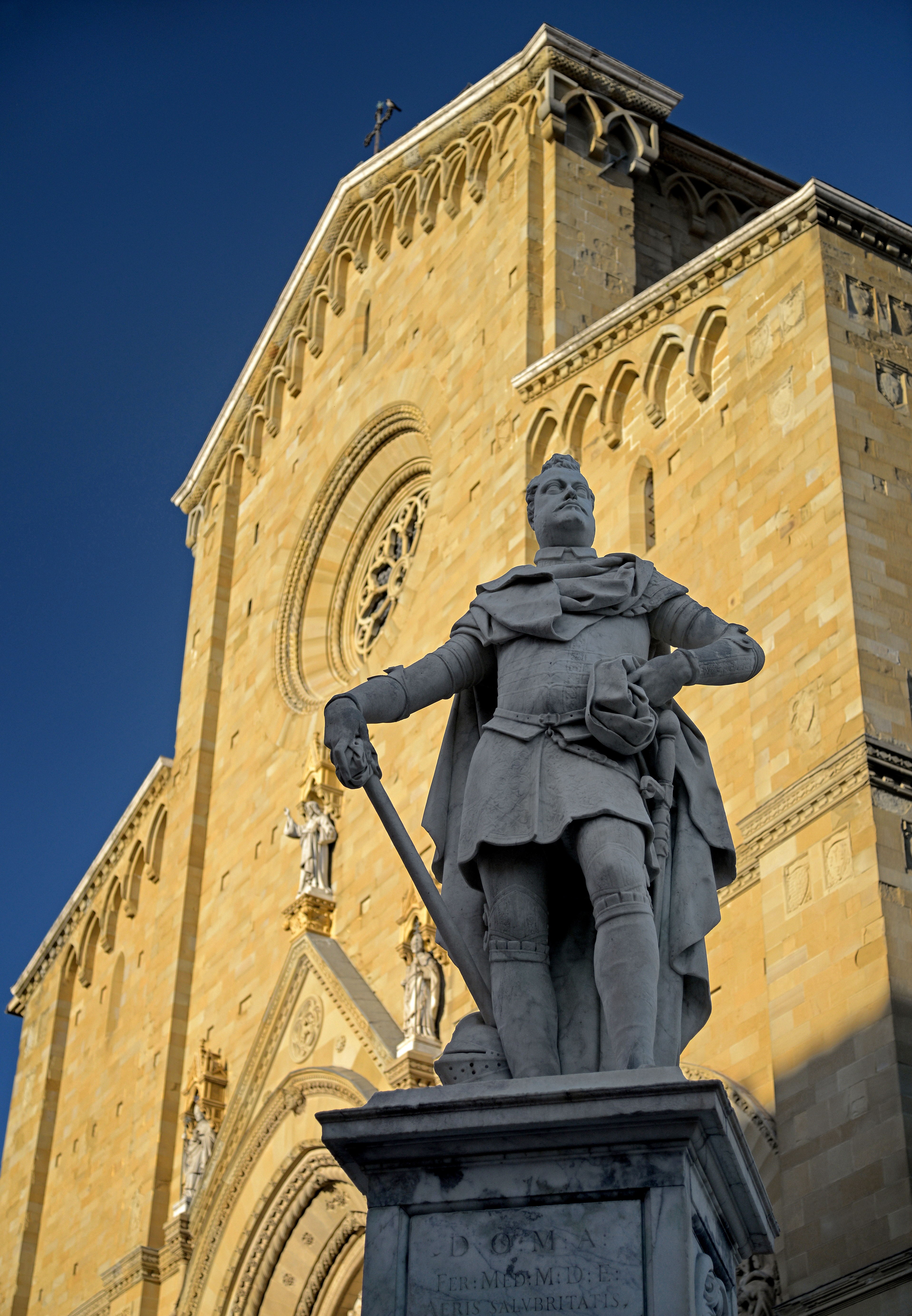
Пам'ятник Фердинанду I Медічі перед Дуомо[it]
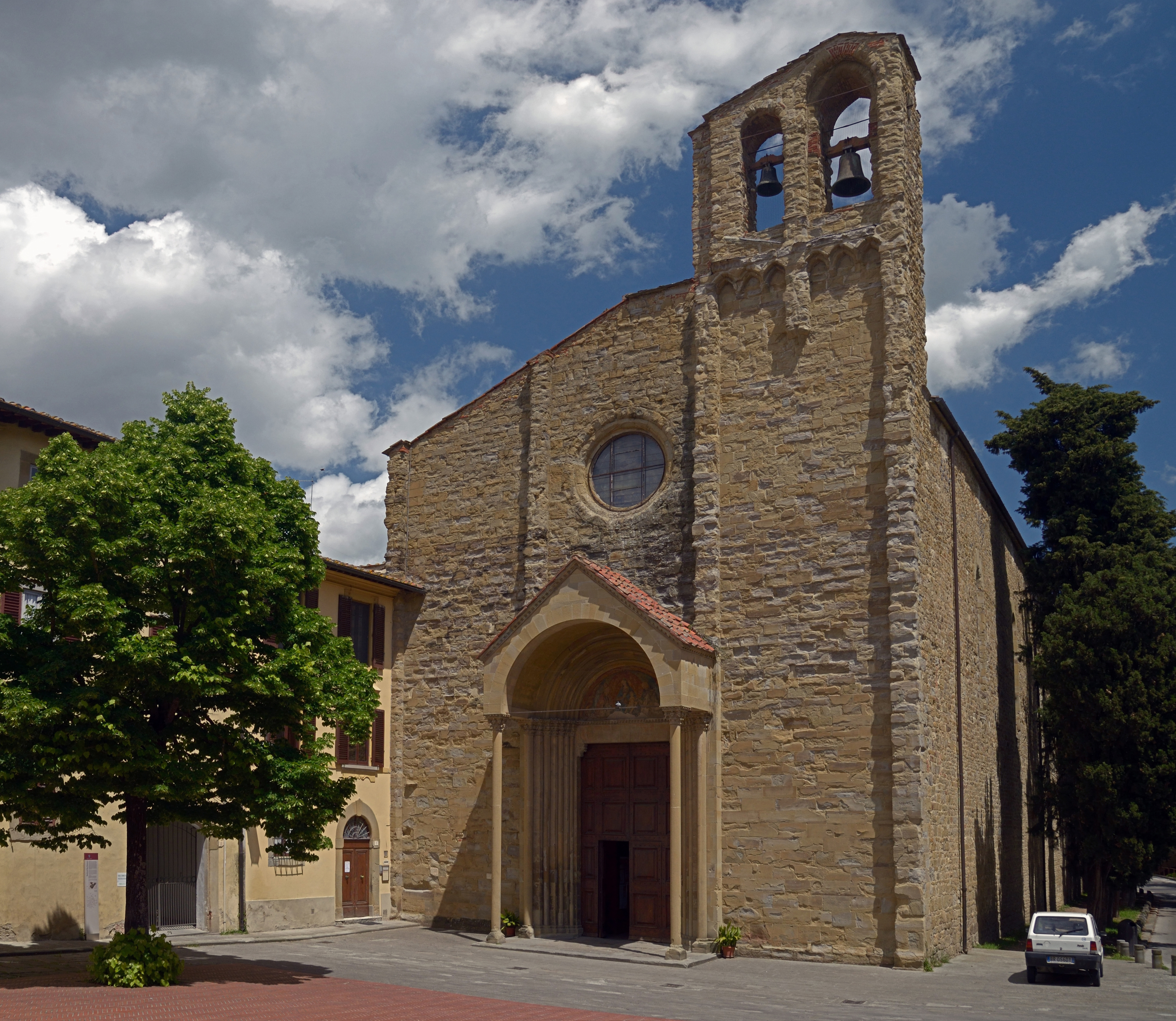
Базиліка Сан Доменіко[it]
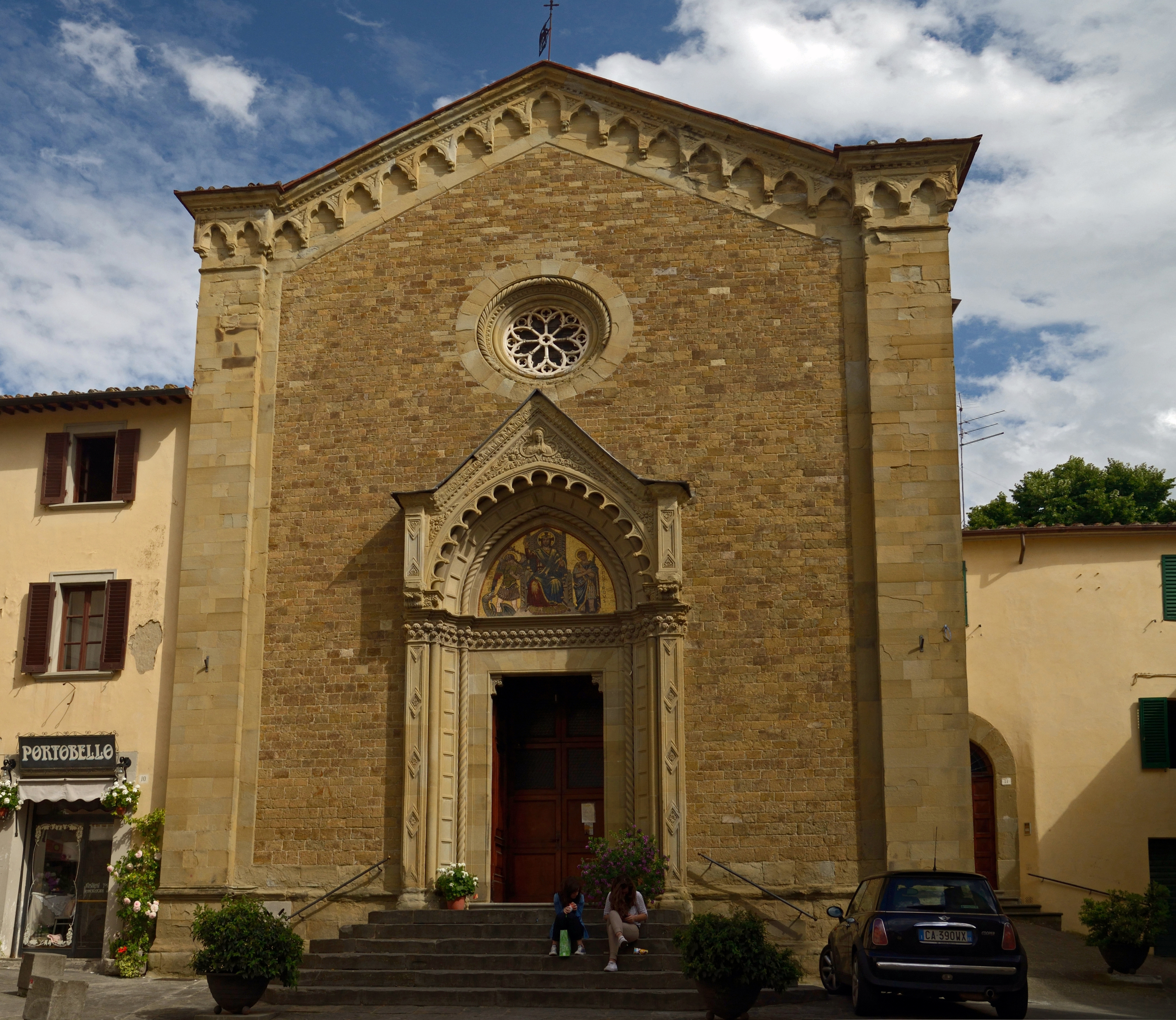
Церква Сан Мікеле
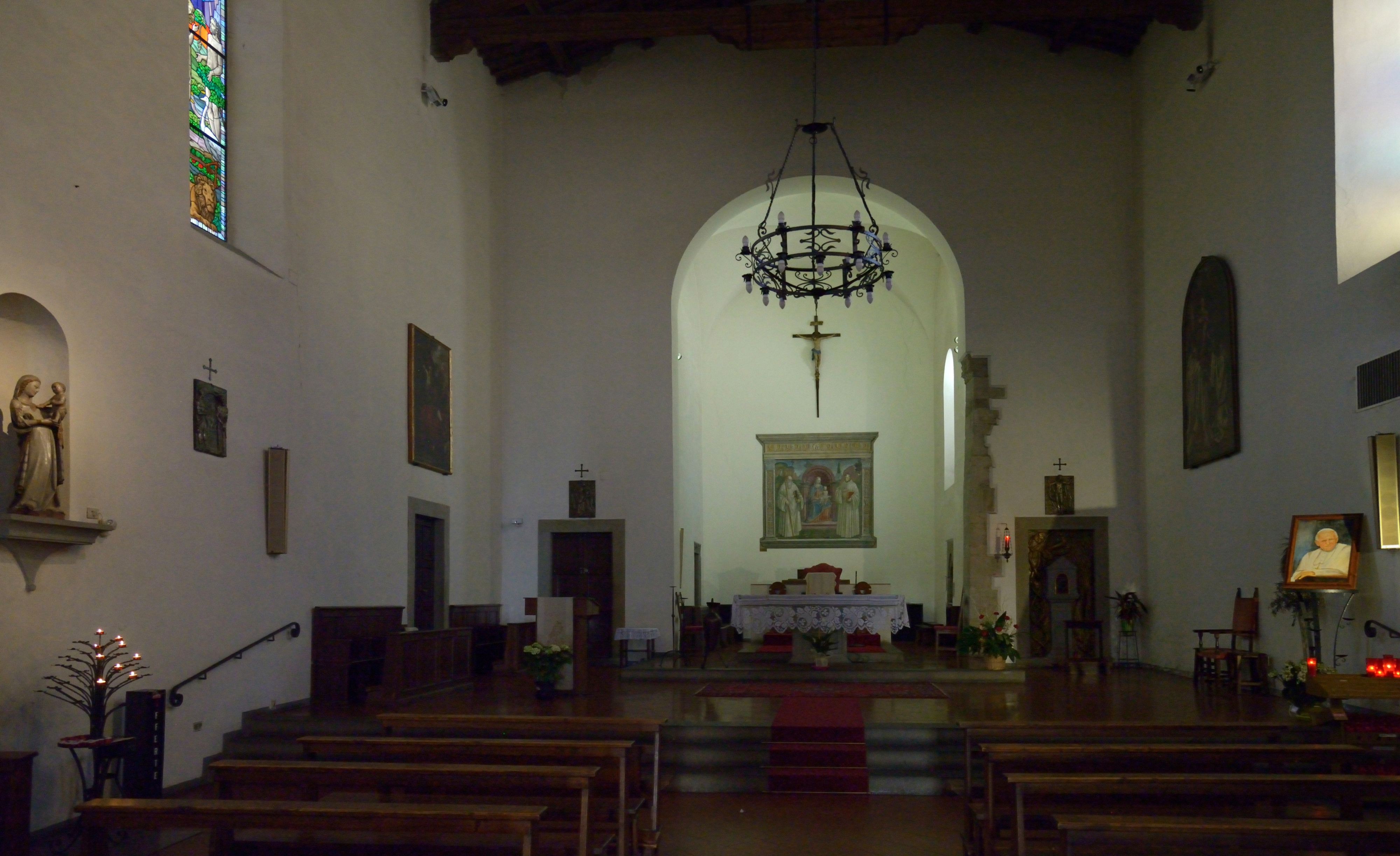
Церква Сан Бернардо[it]
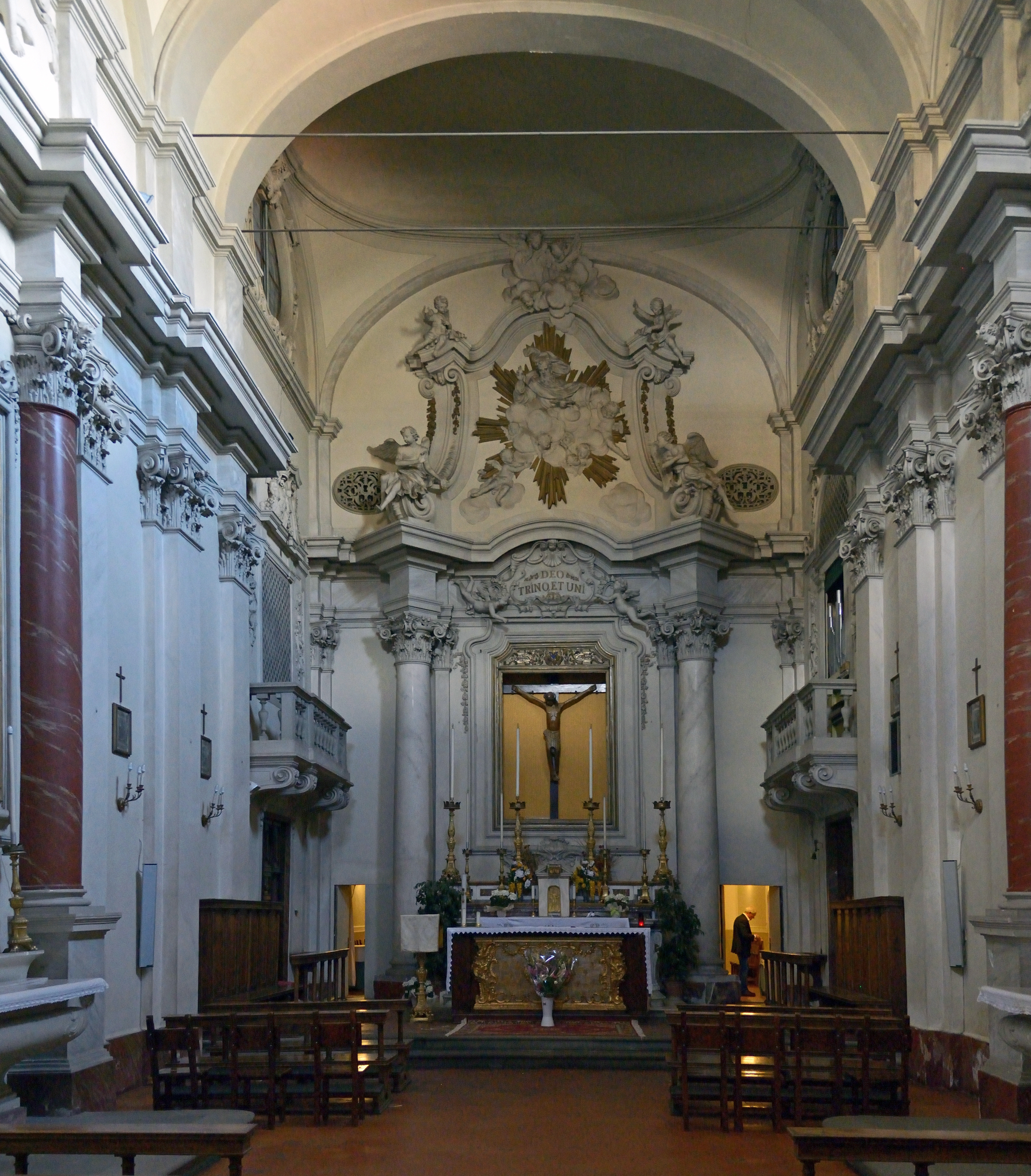
Церква Святої Трійці[it]
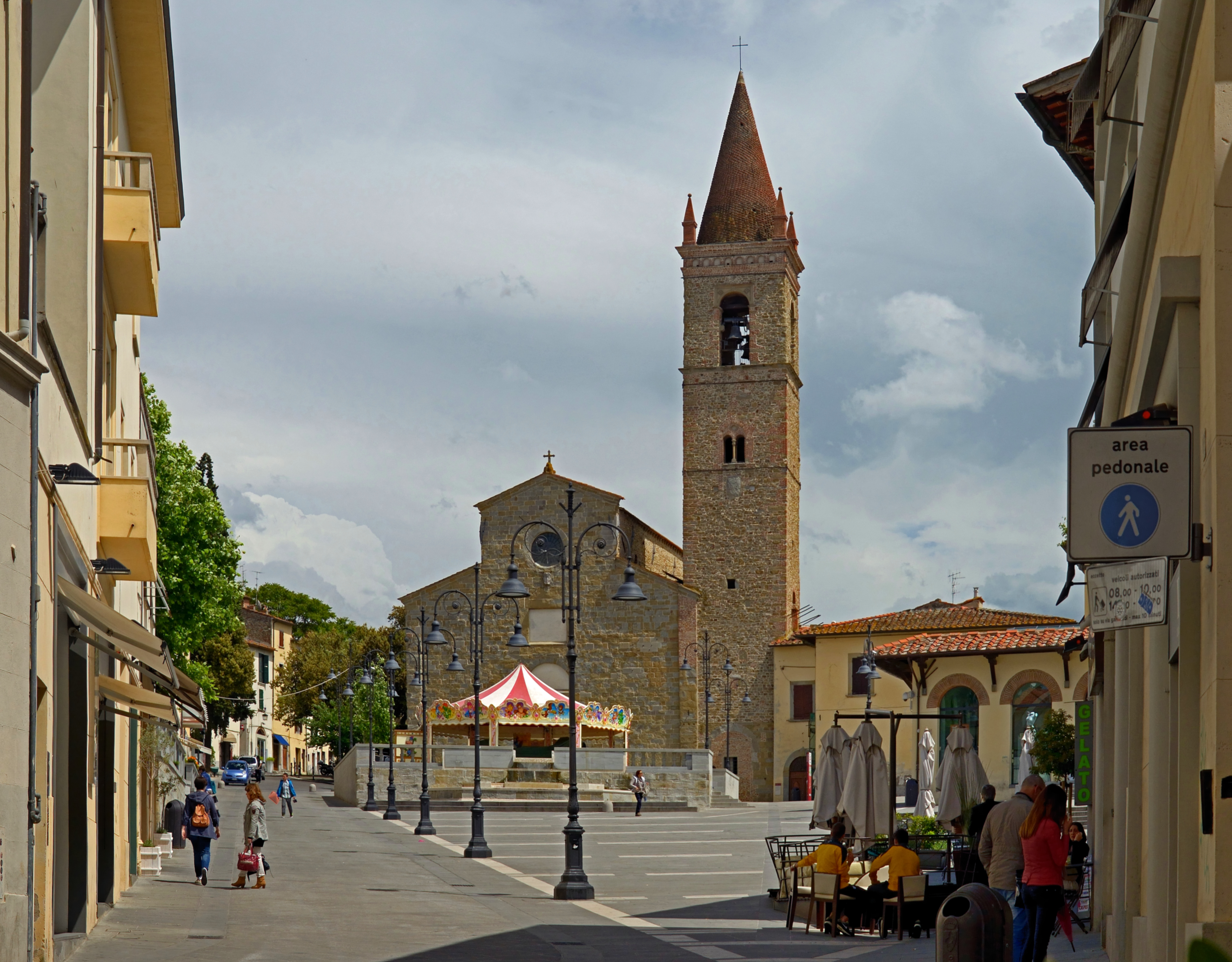
Церква Св. Августина[it]
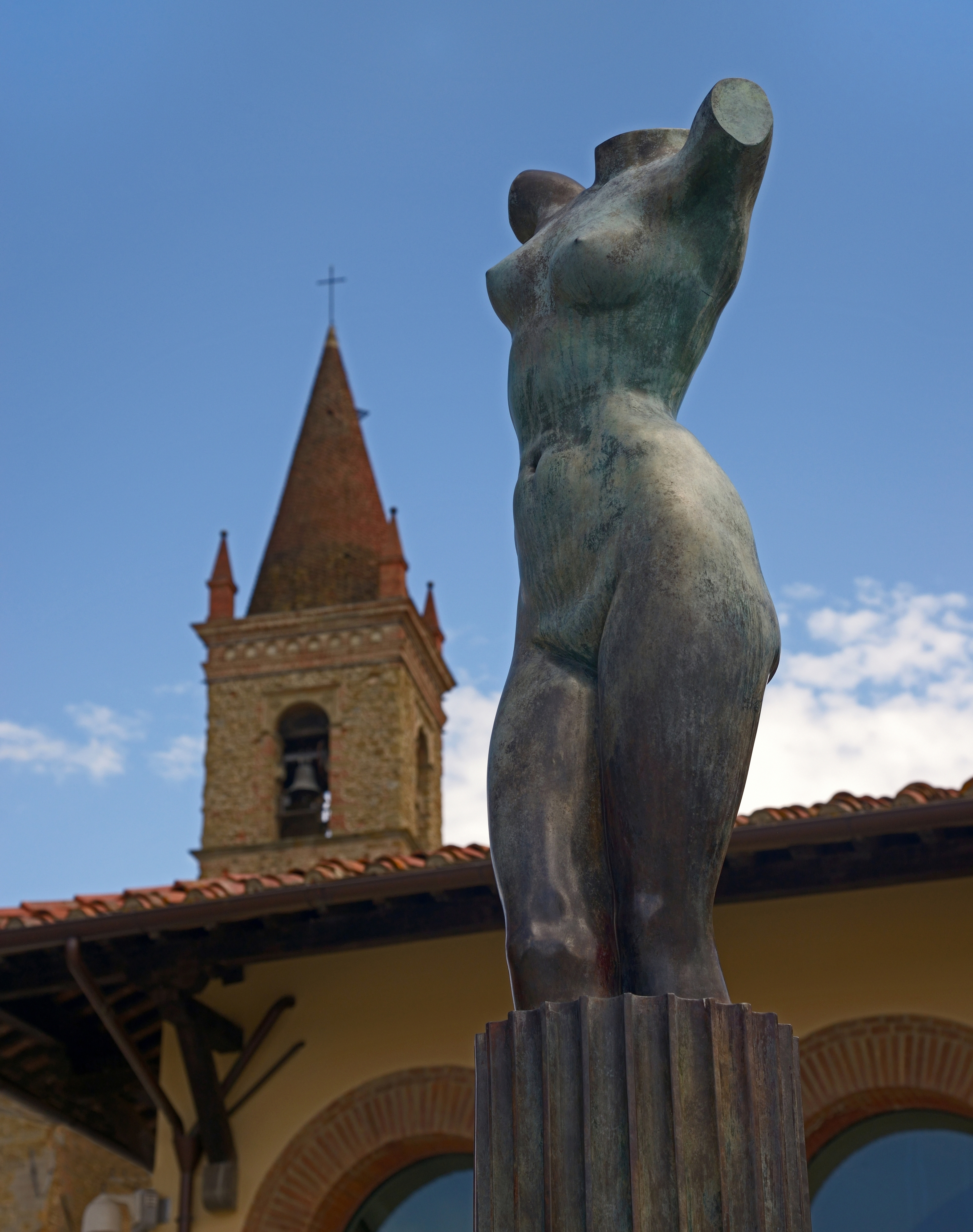
Сучасна скульптура біля церкви Св. Августина[it]
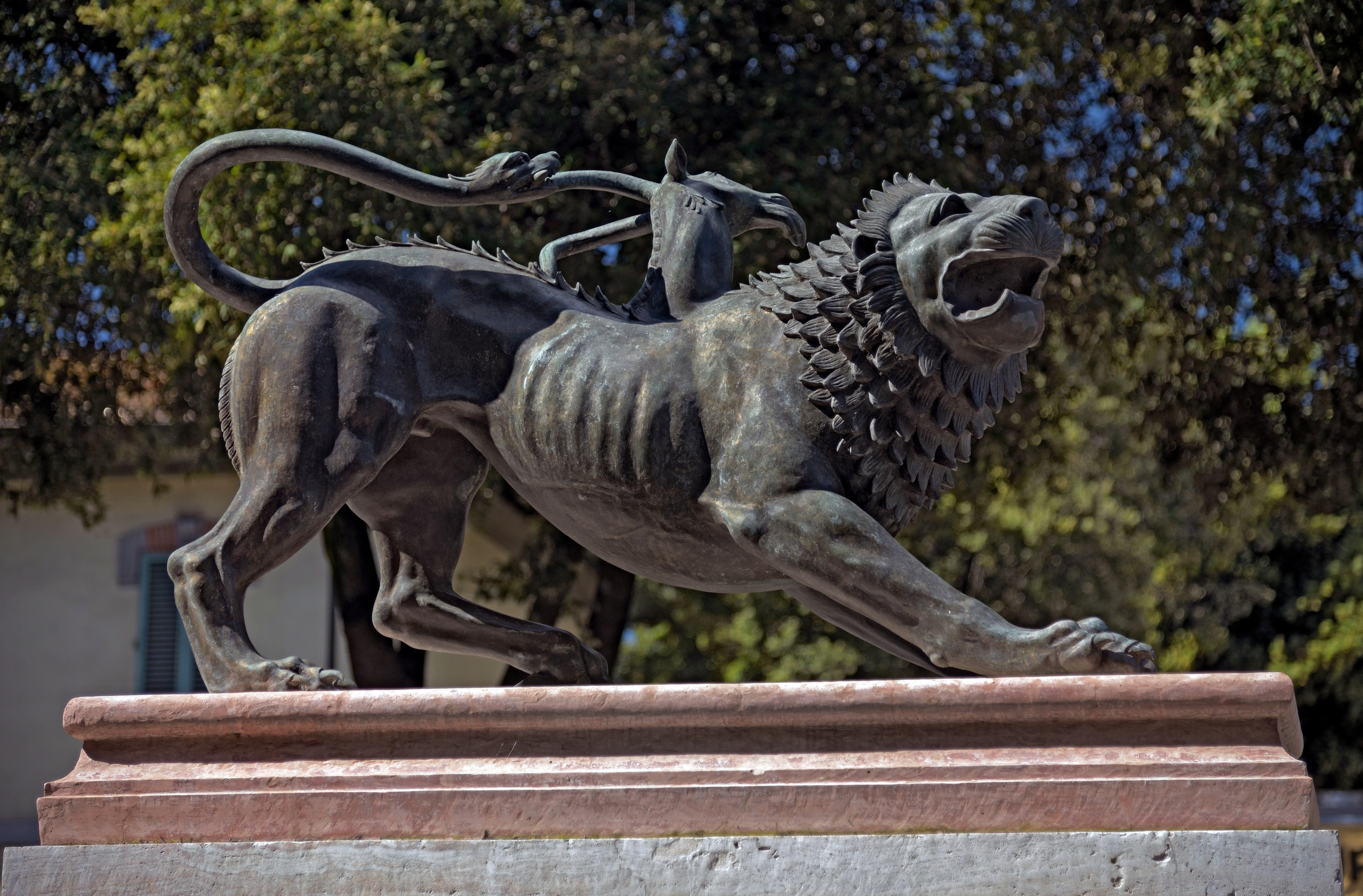
Химера Ареццо[it]
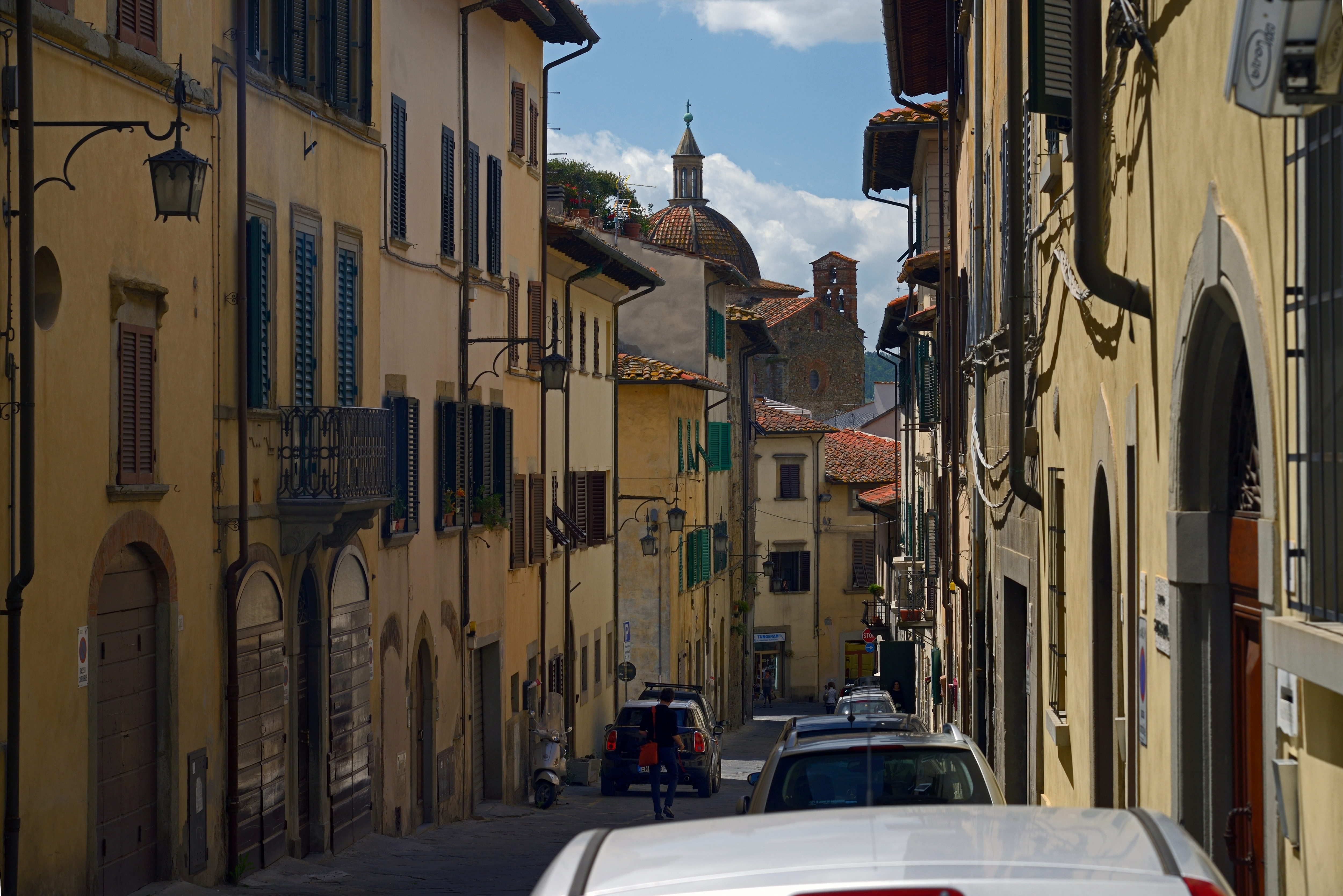
Вулица у старому місті